# San Miguel del Monte
San Miguel del Monte – miasto w Argentynie, w prowincji Buenos Aires, stolica partido o tej samej nazwie.
Według danych szacunkowych na rok 2010 miejscowość liczyła 17 005 mieszkańców.